# طوطی‌سهره فیجی
طوطی‌سهره فیجی (نام علمی: Erythrura pealii) نام یک گونه از سرده طوطی‌سهره است.